# Chaconiaceae
Chaconiaceae es una familia de hongos roya en el orden Pucciniales. La familia contiene 8 géneros y 75 especies. Muchas especies son de distribución tropical. Maravalia cryptostegiae ha sido usado con éxito como agente de biocontrol contra Cryptostegia grandiflora en Australia.